# Rusmaeni Sanmohamat
Rusmaeni Sanmohamat est une femme politique française de Nouvelle-Calédonie d'origine indonésienne, de tendance loyaliste, née le 6 avril 1961 à Nouméa. 

## Carrière professionnelle et associative
Rusmaeni Sanmohamat est rédacteur principal du cadre de l'administration générale de Nouvelle-Calédonie, et a travaillé au sein de la direction du développement rural de la Province Sud. 
De 2003 à 2007, elle est la présidente de l'Association indonésienne de Nouvelle-Calédonie, qui vise à maintenir le lien social au sein de la communauté et à promouvoir sa culture, notamment la danse. Elle reste après 2007 la présidente d'honneur de cette association. 

## Carrière politique
Elle est élue conseillère municipale sur la liste du Rassemblement pour la Calédonie dans la République (RPCR) du maire sortant, et député, Pierre Frogier au Mont-Dore lors des élections du 11 mars 2001. Elle est réélue le 9 mars 2008, cette fois aux côtés du nouveau maire Éric Gay sous l'étiquette du Rassemblement-UMP (nouveau nom de 2004 à 2014 du RPCR). 
Aux élections provinciales du 10 mai 2009, elle est candidate en 8e position sur la liste du Rassemblement-UMP dirigée par Pierre Frogier dans le Sud. Celle-ci arrive en tête du scrutin, avec 17 290 voix, 28,54 % des suffrages exprimés et 15 élus sur 40 à l'Assemblée provinciale, dont 12 des 32 également envoyés au Congrès. Rusmaeni Sanmohamat entre donc dans ces deux institutions.  
Au Congrès, elle obtient l'une des 8 vice-présidences du bureau : la 6e du 22 mai 2009 au 13 juillet 2010, la 3e du 13 juillet 2010 au 1er avril 2011 et du 1er au 19 août 2011 et la 7e depuis le 19 août 2011. Elle en a été également la secrétaire du 1er avril au 1er août 2011. De plus, elle est membre de la Commission permanente et la vice-présidente de la Commission intérieure de l'Organisation administrative et de la Fonction publique depuis le 22 mai 2009. Elle a porté plusieurs projets de loi du pays adoptés par le Congrès : un portant diverses dispositions d’ordre douanier le 14 juin 2010, un autre portant diverses dispositions d’ordre fiscal le 16 décembre 2010, un portant diverses dispositions relatives aux statuts généraux des fonctions publiques de Nouvelle-Calédonie le 28 septembre 2011 et un portant modification du complément retraite de solidarité et de l’aide sociale aux personnes âgées (dit du « minimum vieillesse ») le 10 décembre 2011. 
Pour la Province Sud, elle est présidente suppléante (et de facto) du conseil d'administration de la Mission d'insertion des jeunes (MIJ, le titulaire étant de jure le président de l'assemblée provinciale, Pierre Frogier), ainsi que présidente du comité consultatif des investissements du secteur rural et de celui du secteur maritime, du comité des productions locales, de la commission consultative des bourses et du comité de coordination et de suivi des écoles prioritaires. Elle joue ainsi un rôle important dans la politique éducative et de la jeunesse menée par l'administration Frogier dans le Sud.